# Rot am See
Rot am See è un comune tedesco di 5 668 abitanti,, situato nel land del Baden-Württemberg.